# Karl Pfeffer-Wildenbruch
Karl Pfeffer- Wildenbruch (Kalkberge, 12 giugno 1888 – Bielefeld, 29 gennaio 1971) è stato un generale e poliziotto tedesco durante la seconda guerra mondiale. Comando la 4. SS-Polizei-Panzergrenadier-Division, la VI SS-Freiwilligen-Armeekorps (lettisches) e la IX Waffen-Gebirgskorps der SS (kroatisches) e fu decorato con la croce di cavaliere della Croce di Ferro con fronde di quercia.

## Biografia
Wildenbruch entrò nell'Esercito imperiale tedesco nel 1907 e combatté durante la prima guerra mondiale. Entrò nello stato maggiore generale tedesco e prestò servizio come attaché militare durante la missione militare tedesca a Costantinopoli e come ufficiale di staff nella 11ª divisione di fanteria tedesca. Alla fine della guerra rimase nello stato maggiore dello ZBV 55 e l'XXIV corpo di riserva. Nell'agosto 1919 entro nella polizia e passò molto tempo nel ministero dell'interno del Reich. Divenne il comandante della polizia di Osnabrück e di Magdeburgo. Nel 1928 si trasferì a Santiago del Cile e divenne capo dei Carabineros de Chile.
Nel giugno 1933 venne promosso al grado di Oberstleutnant (tenente colonnello) nel reggimento nazionale di polizia a Francoforte sull'Oder e dal maggio 1936 fu nominato ispettore generale delle scuole di polizia e promosso al grado di maggior generale della polizia nel maggio 1937. Nel marzo del 1939 entrò nelle SS ricevendo la tessera n.292 713 e prestò servizio nello staff del Reichsführer-SS. Alla fine del 1939, in seguito alla campagna di Polonia gli venne conferito il comando della 4. SS-Polizei-Panzergrenadier-Division con il grado di Gruppenführer (tenente generale). In seguito alla campagna di Francia tornò nello staff del Reichsführer-SS, servendo come capo della polizia coloniale dal 1941 al 1943.
Nell'ottobre 1943 prese il comando della VI SS-Freiwilligen-Armeekorps (lettisches), venendo promosso al grado SS-Obergruppenführer und General der Waffen-SS und Polizei. Nel dicembre 1944 venne nominato comandante della IX Waffen-Gebirgskorps der SS (kroatisches), stazionata a Budapest in Ungheria. Fu comandante delle forze tedesche durante la battaglia di Budapest dal 24 dicembre 1944 all'11 febbraio 1945. Fu decorato con la croce di cavaliere della Croce di Ferro e con quella con fronde di quercia l'11 gennaio e il 1º febbraio. Durante il tentativo di fuggire da Budapest, fu gravemente ferito e preso prigioniero dalle forze sovietiche. Il 10 agosto 1949 fu condannato a 25 anni di carcere dai sovietici.  Nel 1955 fu rilasciato insieme ad altri 10.000 prigionieri tedeschi e criminali di guerra dopo un accordo avvenuto tra il premier tedesco Konrad Adenauer e quello sovietico Nikolaj Bulganin nel settembre 1955. Pfeffer-Wildenbruch rimase ucciso in un incidente stradale il 29 gennaio 1971 a Bielefeld.